# Campeonato Mundial de Atletismo de 2015 - 1500 m feminino
A prova dos 1500 metros feminino do Campeonato Mundial de Atletismo de 2015 foi disputada entre 22 e 25 de agosto no Estádio Nacional de Pequim, em Pequim.

## Recordes
Antes desta competição, os recordes mundiais e do campeonato nesta prova eram os seguintes:
| Tipo                  | Atleta            | Tempo   | Local       | Data                 | Ref |
| --------------------- | ----------------- | ------- | ----------- | -------------------- | --- |
|                       | Genzebe Dibaba    | 3:50:07 | Fontvieille | 17 de julho de 2015  | ver |
| Recorde do campeonato | Tatyana Tomashova | 3:58:52 | Paris       | 31 de agosto de 2003 | ver |

## Medalhas
| Ouro                 | Prata                            | Bronze             |
| Genzebe Dibaba (ETH) | Faith Chepngetich Kipyegon (KEN) | Sifan Hassan (NED) |

## Cronograma
Todos os horários são locais (UTC+8).
| Data         | Hora  | Evento        |
| ------------ | ----- | ------------- |
| 22 de agosto | 11:15 | Eliminatórias |
| 23 de agosto | 20:45 | Semifinal     |
| 25 de agosto | 20:35 | Final         |

## Resultados

### Eliminatórias
Qualificação: Os 6 de cada bateria (Q) e os 6 melhores tempos (q) avançam para a semifinal. 
| Classificação | Bateria | Atleta                     | Nacionalidade          | Tempo   | Notas      |
| ------------- | ------- | -------------------------- | ---------------------- | ------- | ---------- |
| 1             | 3       | Genzebe Dibaba             | Etiópia                | 4:02,59 | Q          |
| 2             | 3       | Faith Chepngetich Kipyegon | Quênia                 | 4:02,77 | Q          |
| 3             | 3       | Rababe Arafi               | Marrocos               | 4:04,17 | Q          |
| 4             | 1       | Besu Sado                  | Etiópia                | 4:05,39 | Q          |
| 5             | 1       | Laura Muir                 | Grã-Bretanha           | 4:05,53 | Q          |
| 6             | 3       | Maureen Koster             | Países Baixos          | 4:05,55 | Q          |
| 7             | 1       | Nancy Chepkwemoi           | Quênia                 | 4:05,65 | Q          |
| 8             | 1       | Shannon Rowbury            | Estados Unidos         | 4:05,66 | Q          |
| 9             | 1       | Anna Shchagina             | Rússia                 | 4:05,78 | Q          |
| 10            | 1       | Lauren Johnson             | Estados Unidos         | 4:05,79 | q          |
| 11            | 1       | Malika Akkaoui             | Marrocos               | 4:05,85 | q          |
| 12            | 1       | Renata Plis                | Polónia                | 4:05,89 | q          |
| 13            | 3       | Amela Terzic               | Sérvia                 | 4:06,07 | Q          |
| 14            | 3       | Laura Weightman            | Grã-Bretanha           | 4:06,13 | Q          |
| 15            | 3       | Kerri Gallagher            | Estados Unidos         | 4:06,34 | q          |
| 16            | 3       | Sofia Ennaoui              | Polónia                | 4:06,94 | q          |
| 17            | 1       | Muriel Coneo               | Colômbia               | 4:08,31 | q, NR      |
| 18            | 3       | Margherita Magnani         | Itália                 | 4:09,06 |            |
| 19            | 1       | Melissa Duncan             | Austrália              | 4:09:29 |            |
| 20            | 3       | Luiza Gega                 | Albânia                | 4:09,36 |            |
| 21            | 2       | Sifan Hassan               | Países Baixos          | 4:09,52 | Q          |
| 22            | 2       | Dawit Seyaum               | Etiópia                | 4:09,64 | Q          |
| 23            | 2       | Abeba Aregawi              | Suécia                 | 4:10,77 | Q          |
| 24            | 2       | Tatyana Tomashova          | Rússia                 | 4:10,79 | Q          |
| 25            | 2       | Jennifer Simpson           | Estados Unidos         | 4:10,91 | Q          |
| 26            | 2       | Angelika Cichocka          | Polónia                | 4:11,08 | Q          |
| 27            | 2       | Viola Cheptoo Lagat        | Quênia                 | 4:12,15 |            |
| 28            | 2       | Nicole Sifuentes           | Canadá                 | 4:12,82 |            |
| 29            | 3       | Florina Pierdevara         | Roménia                | 4:13,76 |            |
| 30            | 2       | Nikki Hamblin              | Nova Zelândia          | 4:16,65 |            |
| 31            | 1       | Eliane Saholinirina        | Madagáscar             | 4:19,54 | SB         |
| 32            | 2       | Heidi See                  | Austrália              | 4:20,65 |            |
| 33            | 2       | Amina Bakhit               | Sudão                  | 4:22,49 | SB         |
|               | 2       | Siham Hilali               | Marrocos               | DNF     |            |
| —             | 1       | Betlhem Desalegn           | Emirados Árabes Unidos | 4:05,73 | DSQ Doping |

### Semifinal
Qualificação: Os 5 de cada bateria (Q) e os 2 melhores tempos (q) avançam para a final. 
| Classificação | Bateria | Atleta                     | Nacionalidade          | Tempo   | Notas      |
| ------------- | ------- | -------------------------- | ---------------------- | ------- | ---------- |
| 1             | 2       | Genzebe Dibaba             | Etiópia                | 4:06,74 | Q          |
| 2             | 2       | Faith Chepngetich Kipyegon | Quênia                 | 4:06,88 | Q          |
| 3             | 2       | Laura Muir                 | Grã-Bretanha           | 4:07,95 | Q          |
| 4             | 2       | Rababe Arafi               | Marrocos               | 4:08,19 | Q          |
| 5             | 2       | Jennifer Simpson           | Estados Unidos         | 4:08,20 | Q          |
| 6             | 2       | Tatyana Tomashova          | Rússia                 | 4:08,72 | q          |
| 7             | 2       | Angelika Cichocka          | Polónia                | 4:09,19 | q          |
| 8             | 2       | Lauren Johnson             | Estados Unidos         | 4:10,01 |            |
| 9             | 2       | Maureen Koster             | Países Baixos          | 4:10,95 |            |
| 10            | 2       | Amela Terzić               | Sérvia                 | 4:13,92 |            |
| 11            | 2       | Renata Pliś                | Polónia                | 4:15,10 |            |
| 12            | 1       | Sifan Hassan               | Países Baixos          | 4:15,38 | Q          |
| 13            | 1       | Dawit Seyaum               | Etiópia                | 4:15,46 | Q          |
| 14            | 1       | Abeba Aregawi              | Suécia                 | 4:15,90 | Q          |
| 15            | 1       | Malika Akkaoui             | Marrocos               | 4:16,61 | Q          |
| 16            | 1       | Shannon Rowbury            | Estados Unidos         | 4:16,64 | Q          |
| 17            | 1       | Sofia Ennaoui              | Polónia                | 4:16,70 |            |
| 18            | 1       | Besu Sado                  | Etiópia                | 4:17,17 |            |
| 19            | 1       | Kerri Gallagher            | Estados Unidos         | 4:17,63 |            |
| 20            | 1       | Anna Shchagina             | Rússia                 | 4:17,82 |            |
| 21            | 2       | Muriel Coneo               | Colômbia               | 4:18,14 |            |
| 22            | 1       | Nancy Chepkwemoi           | Quênia                 | 4:18,15 |            |
|               | 1       | Laura Weightman            | Grã-Bretanha           | DNS     |            |
| —             | 1       | Betlhem Desalegn           | Emirados Árabes Unidos | 4:17,92 | DSQ Doping |

### Final
A final ocorreu às 20:35.
| Classificação     | Atleta                     | Nacionalidade  | Tempo   | Notas |
| ----------------- | -------------------------- | -------------- | ------- | ----- |
| Medalha de ouro   | Genzebe Dibaba             | Etiópia        | 4:08,09 |       |
| Medalha de prata  | Faith Chepngetich Kipyegon | Quênia         | 4:08,96 |       |
| Medalha de bronze | Sifan Hassan               | Países Baixos  | 4:09,34 |       |
| 4                 | Dawit Seyaum               | Etiópia        | 4:10,26 |       |
| 5                 | Laura Muir                 | Grã-Bretanha   | 4:11,48 |       |
| 6                 | Abeba Aregawi              | Suécia         | 4:12,16 |       |
| 7                 | Shannon Rowbury            | Estados Unidos | 4:12,39 |       |
| 8                 | Angelika Cichocka          | Polónia        | 4:13,22 |       |
| 9                 | Rababe Arafi               | Marrocos       | 4:13,66 |       |
| 10                | Tatyana Tomashova          | Rússia         | 4:14,18 |       |
| 11                | Jennifer Simpson           | Estados Unidos | 4:16,28 |       |
| 12                | Malika Akkaoui             | Marrocos       | 4:16,98 |       |

Legenda
| Recorde mundial       | Recorde mundial (World record)               |                       | Recorde africano                      | Recorde africano (African) |                                           | Q | Classificado por posição (Qualified) |
| Recorde do campeonato | Recorde do campeonato (Championship record)  | Recorde da América    | Recorde da América (Americas)         | q                          | Classificado por melhor tempo (Qualified) |   |                                      |
| Melhor marca do ano   | Melhor marca do ano (World leading)          | Recorde asiático      | Recorde asiático (Asian)              | DNS                        | Não largou (Did not start)                |   |                                      |
| Recorde nacional      | Recorde nacional (National record)           | Recorde europeu       | Recorde europeu (European)            | DNF                        | Não terminou (Did not finish)             |   |                                      |
| Recorde pessoal       | Recorde pessoal do atleta (Personal best)    | Recorde da Oceania    | Recorde da Oceania (Oceania)          | DSQ / DQ                   | Desclassificado (Disqualified)            |   |                                      |
| Recorde da temporada  | Recorde da temporada do atleta (Season best) | Recorde sul-americano | Recorde sul-americano (South America) | NM                         | Sem marca (No mark)                       |   |                                      |